# Šestojanuarska diktatura
Šestojanuarska diktatura je naziv za kraljevo diktaturo, ki jo je 6. januarja 1929 vzpostavil kralj Aleksander I. Karađorđević.
V parlamentu Kraljevine SHS sta prevladovali dve srbski stranki – Narodno radikalna stranka in Jugoslovanska demokratska stranka. Druge stranke je vlada uspešno izigravala po načelu »deli in vladaj« ter s tem slabila moč opozicije. Po streljanju radikalnega poslanca iz Črne gore, Puniše Račića v parlamentu - ubita sta bila Pavle Radić in Djuro Basariček, Stjepan Radić pa je pozneje umrl za posledicami ran - je politična kriza dosegla vrh, vsa nasprotja v državi so se še bolj zaostrila.
Tako je  6. januarja 1929 Aleksander I. Karađorđević razveljavil vidovdansko ustavo, razpustil parlament in prevzel vso oblast. S tem je uvedel svojo osebno diktaturo. 
Nova vlada je bila odgovorna samo kralju. Uradno so bile prepovedane vse politične stranke in oktobra 1929 je dobila država novo ime – Kraljevina Jugoslavija.